# Cipău, Mureș
Cipău (în maghiară: Maroscsapó, în germană: Tschappen) este un sat ce aparține orașului Iernut din județul Mureș, Transilvania, România.

## Istoric

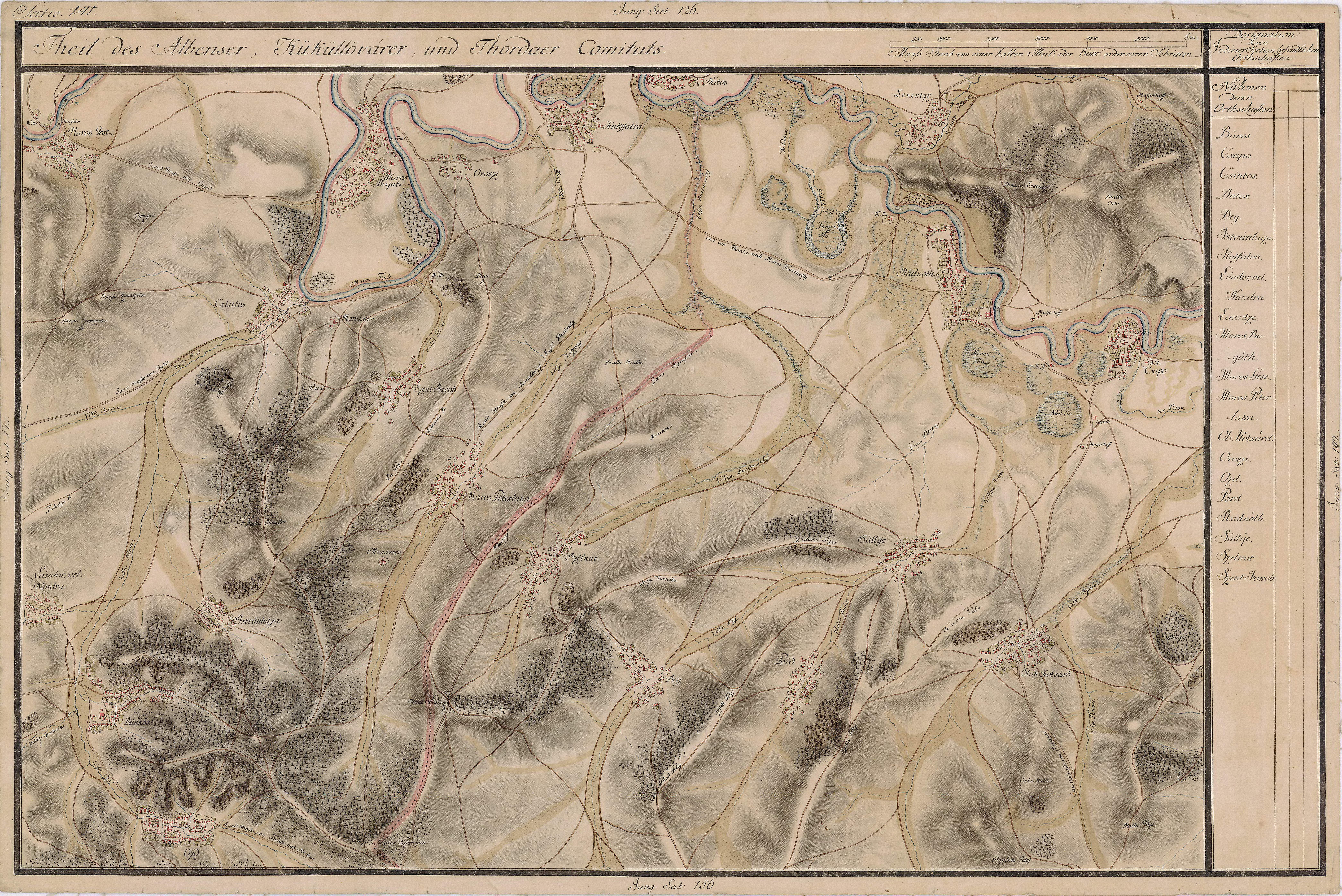
Cipău în Harta Iosefină a Transilvaniei, 1769-1773

Chiar dacă au fost găsite monede romane și morminte ale sciților, prima mențiune a satului există din anul 1332. În documentul respectiv este relatat faptul că preotul paroh Péter a plătit taxe în valoare de 20 de denar.
Pe Harta Iosefină a Transilvaniei din 1769-1773 (Sectio 141), localitatea a apărut sub numele de „Csapo”.
În perioada dualismui localitatea a făcut parte din districtul Iernut a comitatului Târnava-Mică. În 1871 a fost dată în folosință calea ferată Deda–Târgu Mureș–Războieni care trece prin localitatea Cipău.

## Populație
Conform Recensământului din anul 2022 populația localității era de 1.146 locuitori în creștere față de cei 1064 locuitori avuți la ultimul recensământ.

## Obiective turistice

### Biserica reformată
Biserica reformată din Cipău este o construcție din secolul al XV-lea, cu sanctuar în formă de semicerc, aflată în centrul vechiului sat. O inscripție menționează că biserica a fost lărgită în anul 1676 de către István Szalanczi. Mobilierul interior a fost făcut de către meșterul István Hoch din Mediaș, în stilul barocului puritan. Atât nava cât și corul lăcașului de cult sunt acoperite cu tavan casetat, bogat pictat, cu elemente decorative conform tradiției reformate.

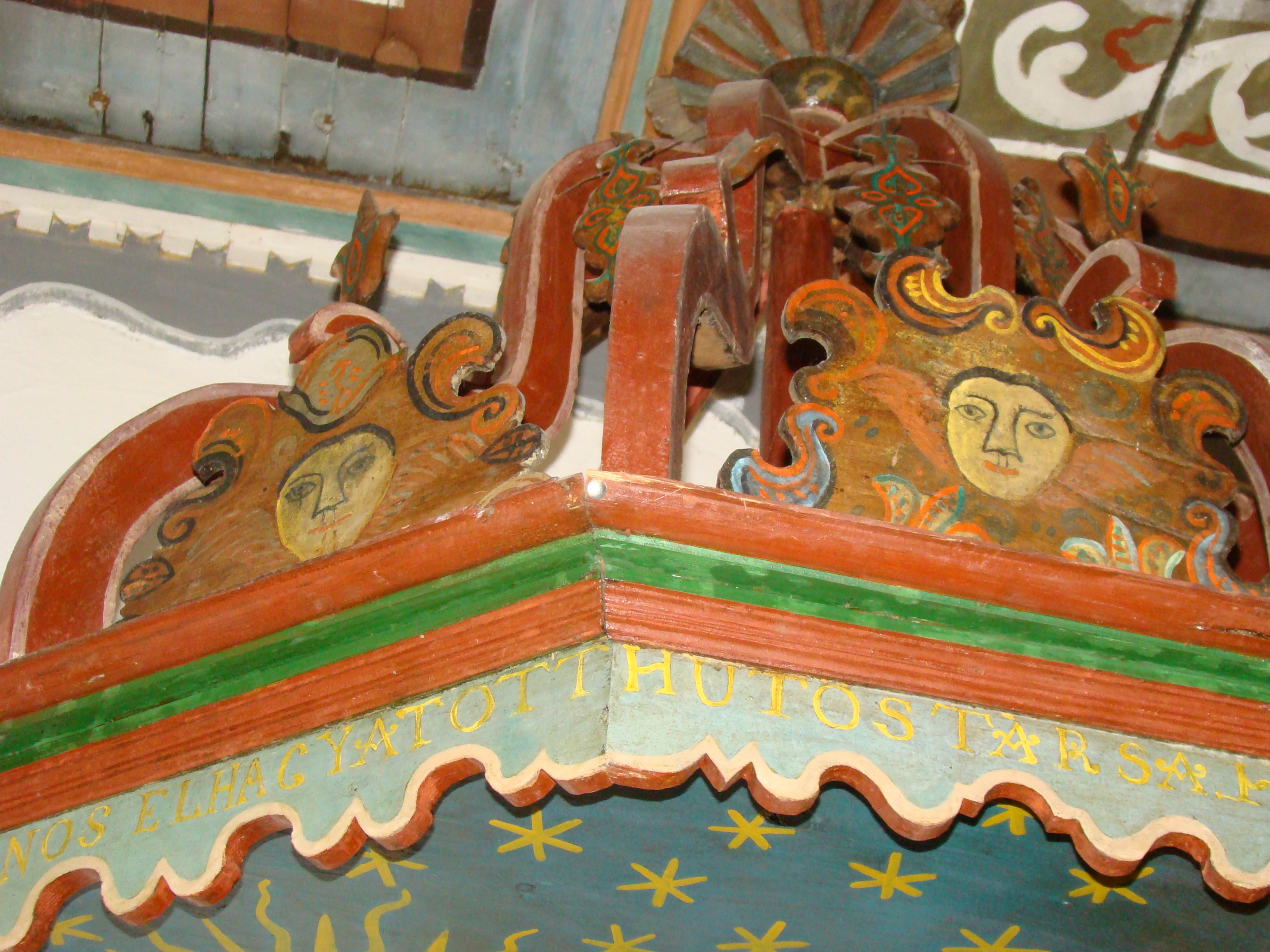
Coroana amvonului
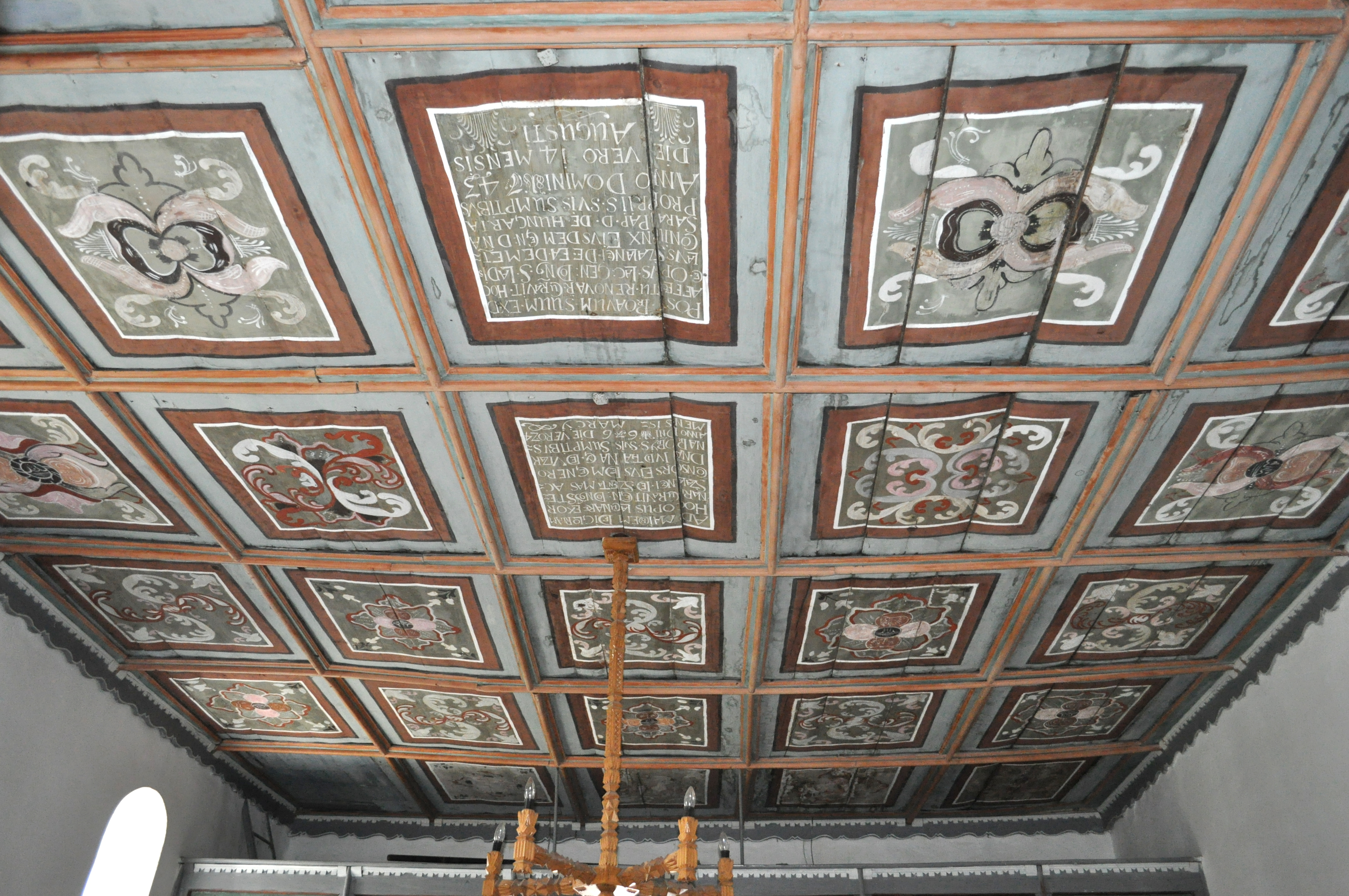
Tavanul casetat
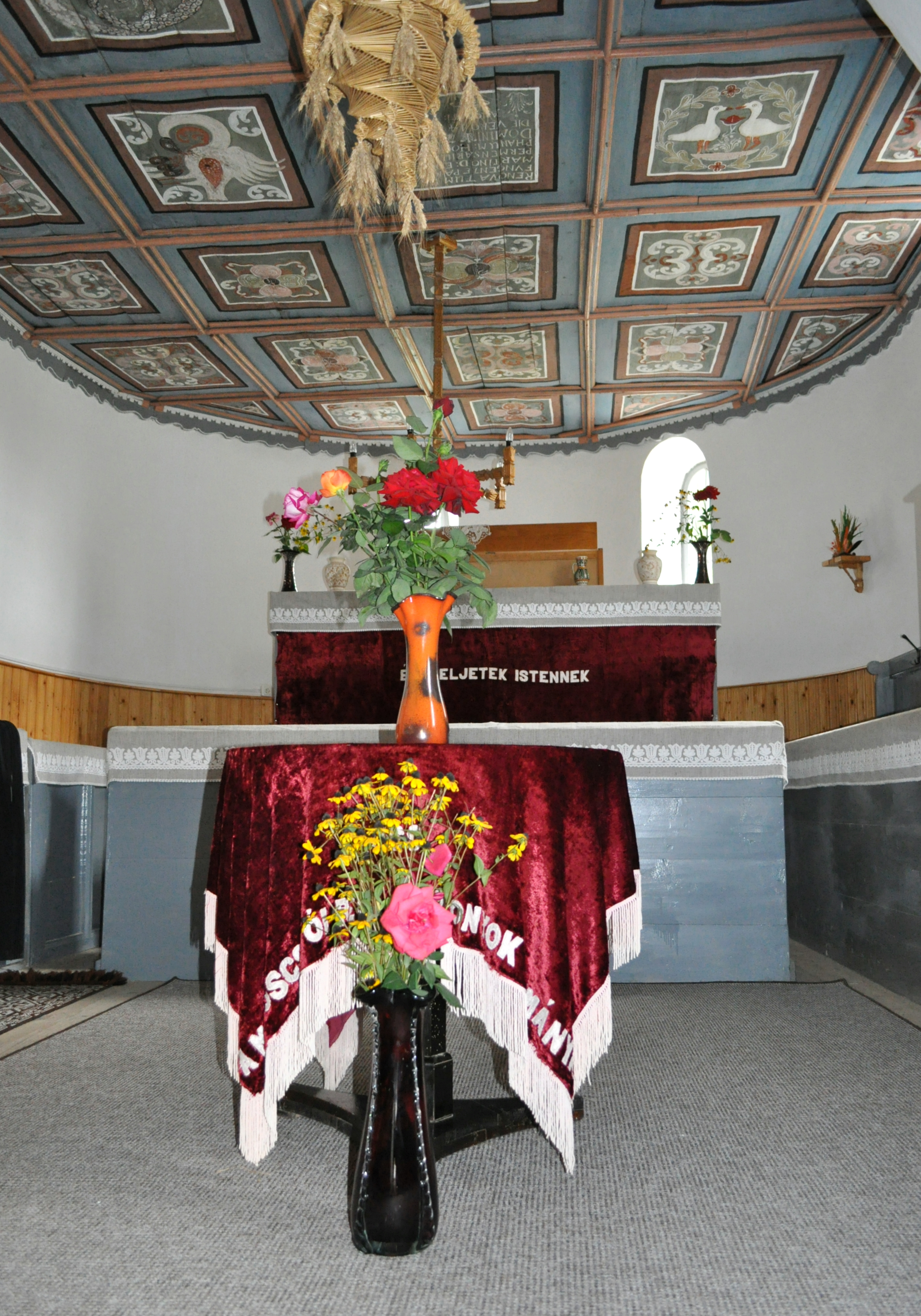
Masa Domnului
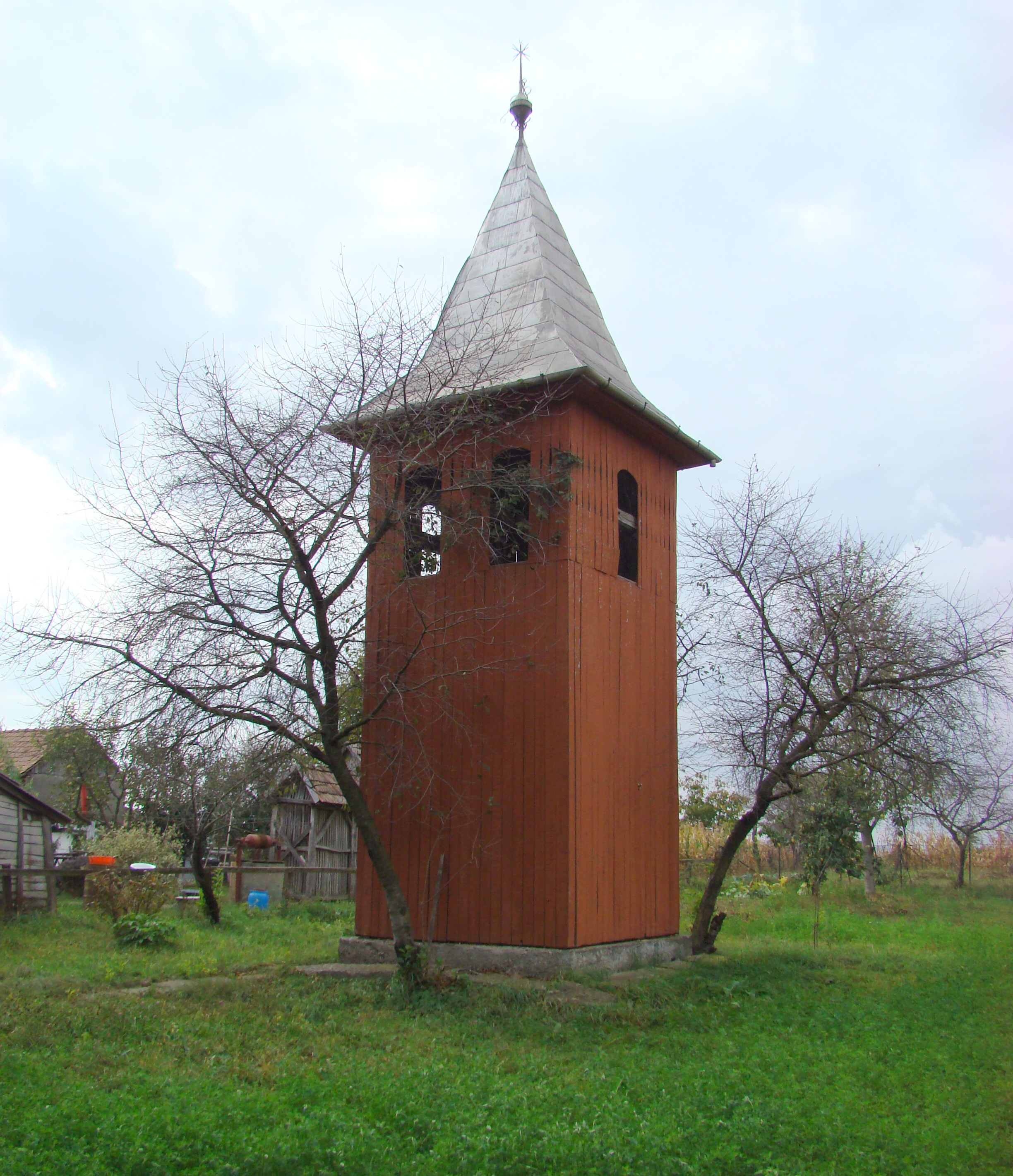
Clopotnița din grădină

### Monumentul eroilor
Monumentul, de tip cruce memorială, este amplasat în curtea bisericii ortodoxe și a fost dezvelit, în anul 1946, în memoria eroilor români din Al Doilea Război Mondial. Crucea din marmură, fixată într-un postament din beton, a fost realizată din inițiativa lui Turcu Augustin, tatăl unuia dintre militarii români care au murit în luptă. Pe latura frontală a monumentului sunt inscripționate cuvintele: „ACEASTĂ TROIȚĂ ESTE RIDICATĂ ÎN CINSTEA ȘI AMINTIREA EROILOR CĂZUȚI ÎN RĂZBOIUL DIN 1944”. 

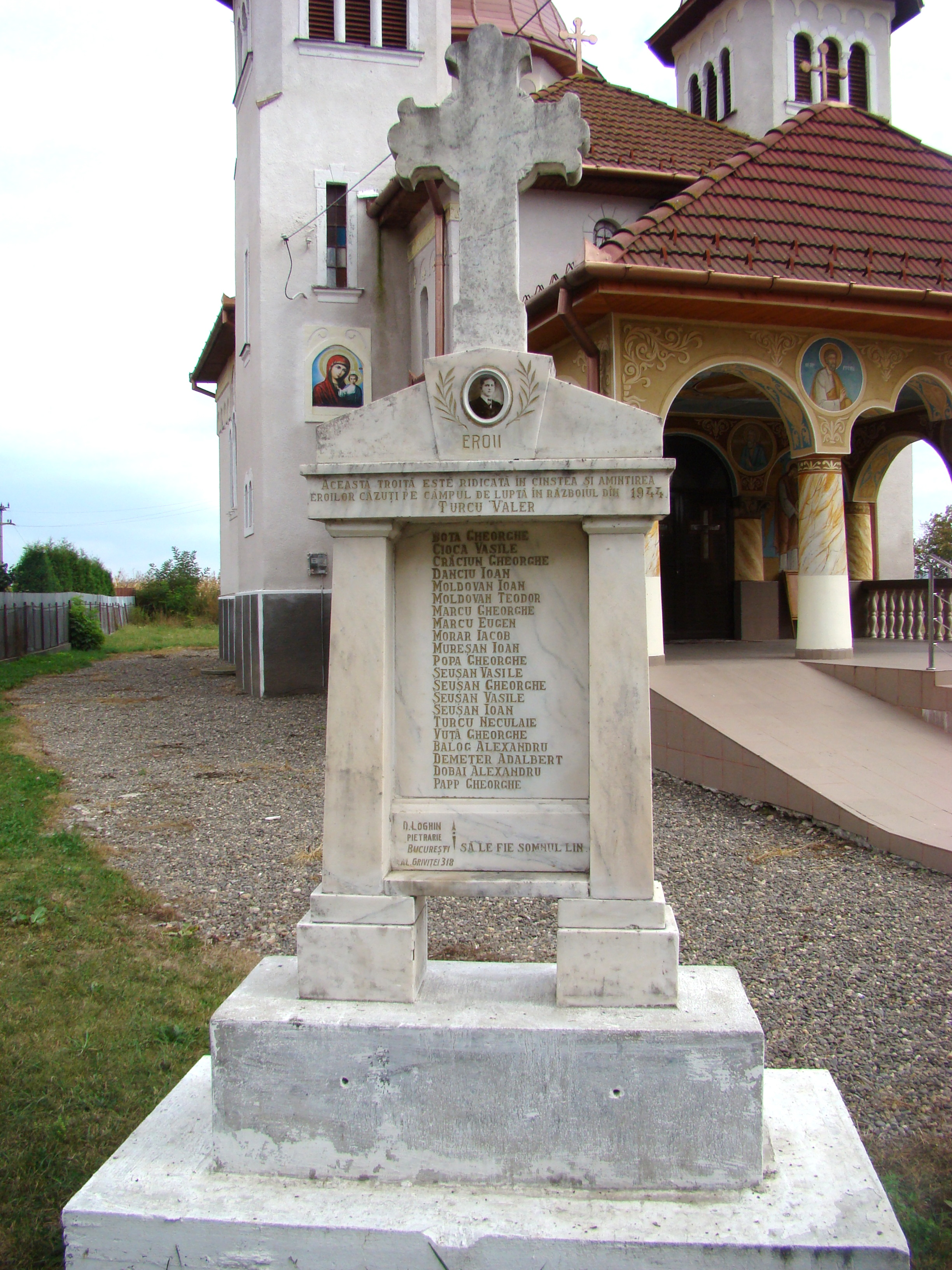

## Personalități
- Elek Boér⁠(hu)[traduceți] (1872-1952), doctor în științe juridice, profesor universitar
- Mihály Réz⁠(hu)[traduceți] (1878-1921), jurist, profesor universitar, șeful departamentului ungar la Societatea Națiunilor

## Imagini

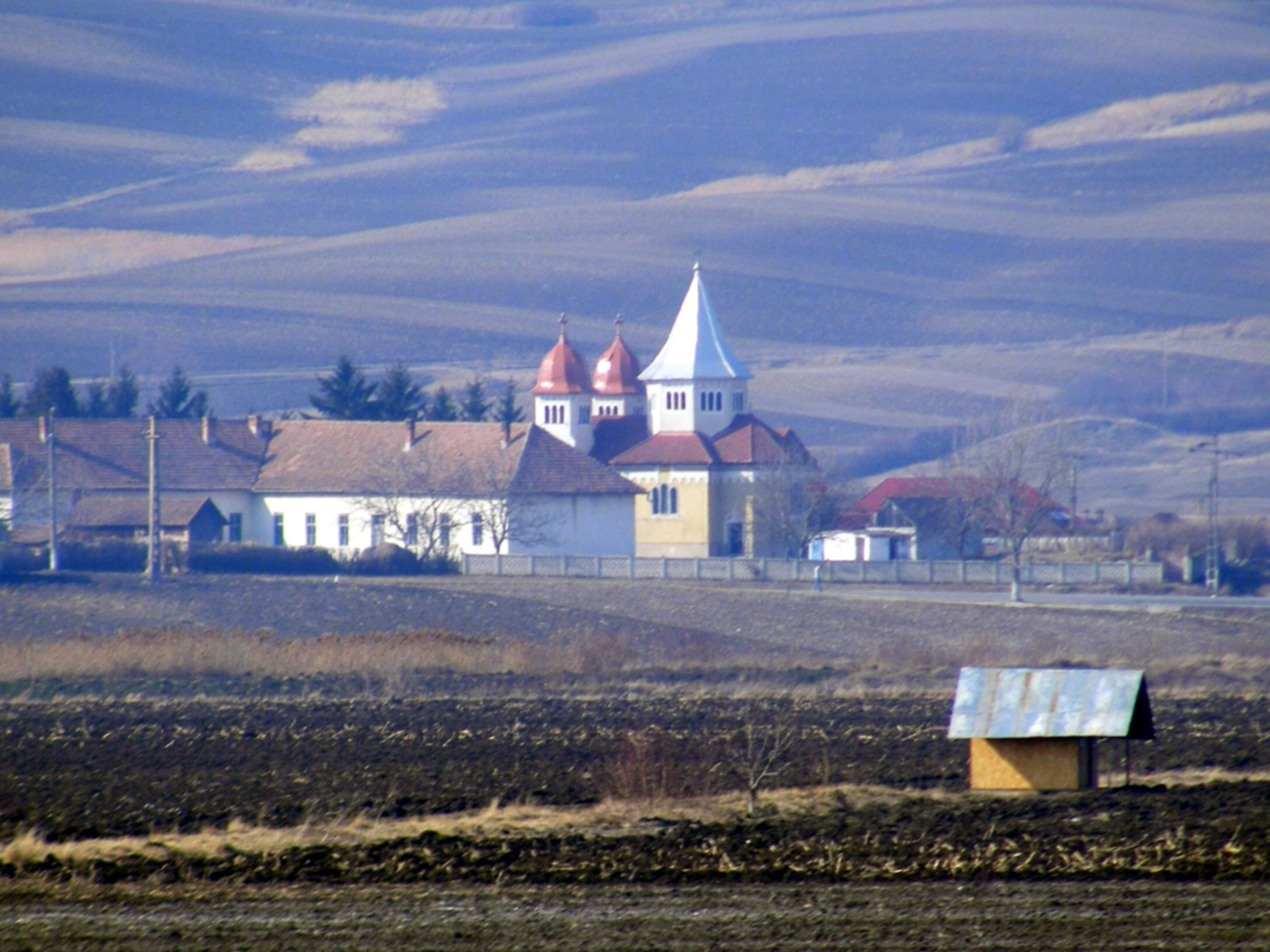
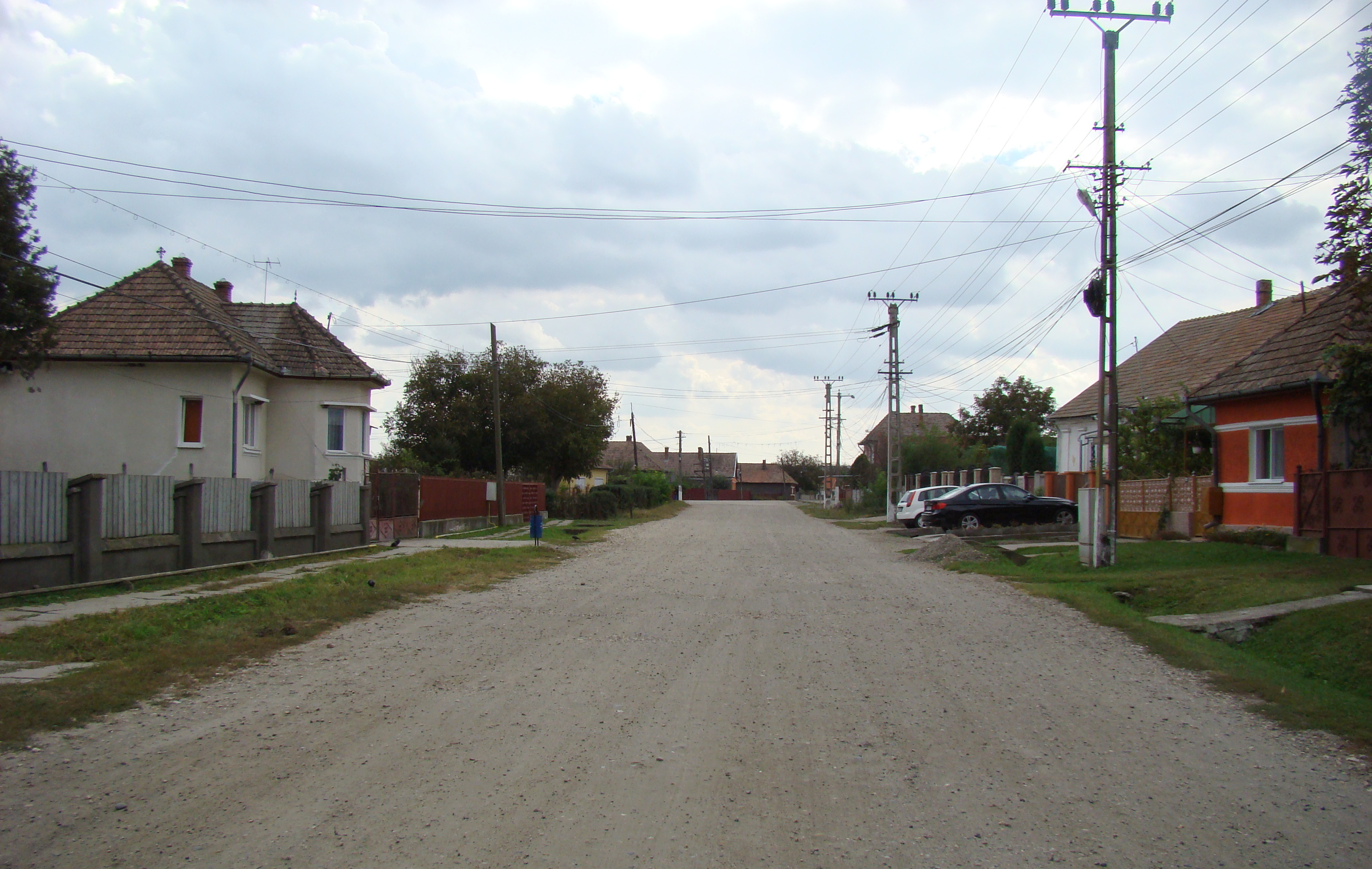
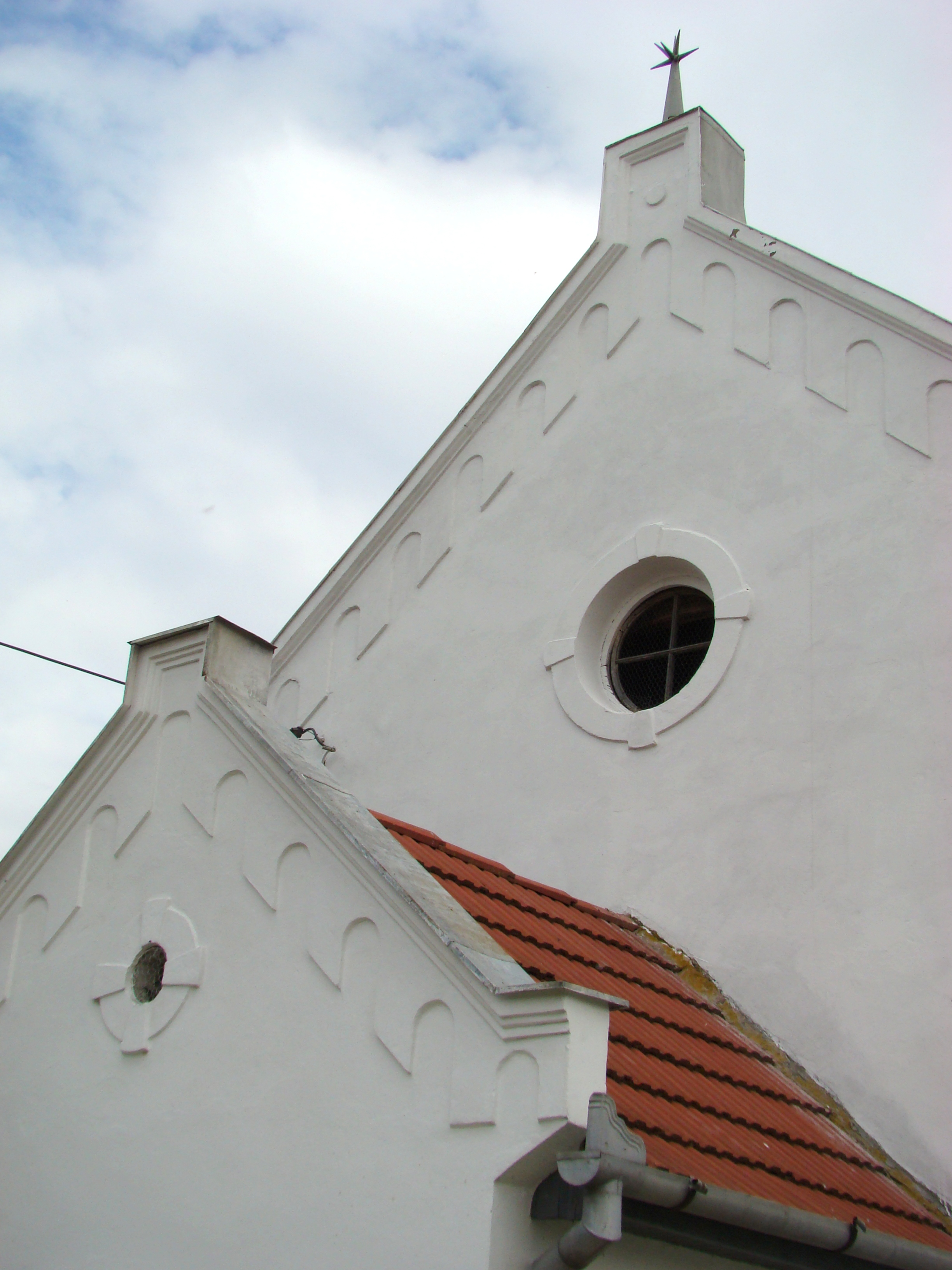
Biserica reformată
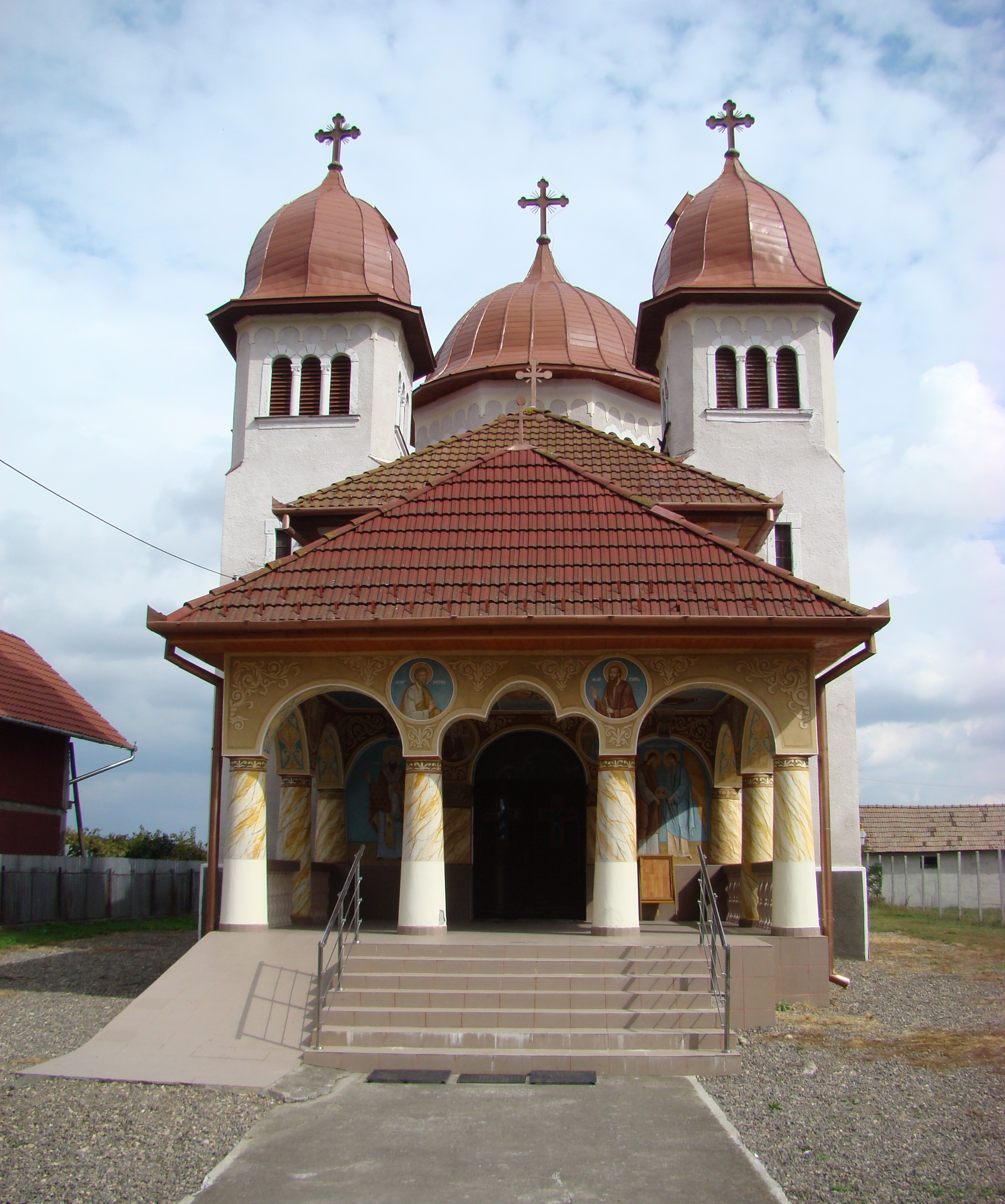
Biserica ortodoxă
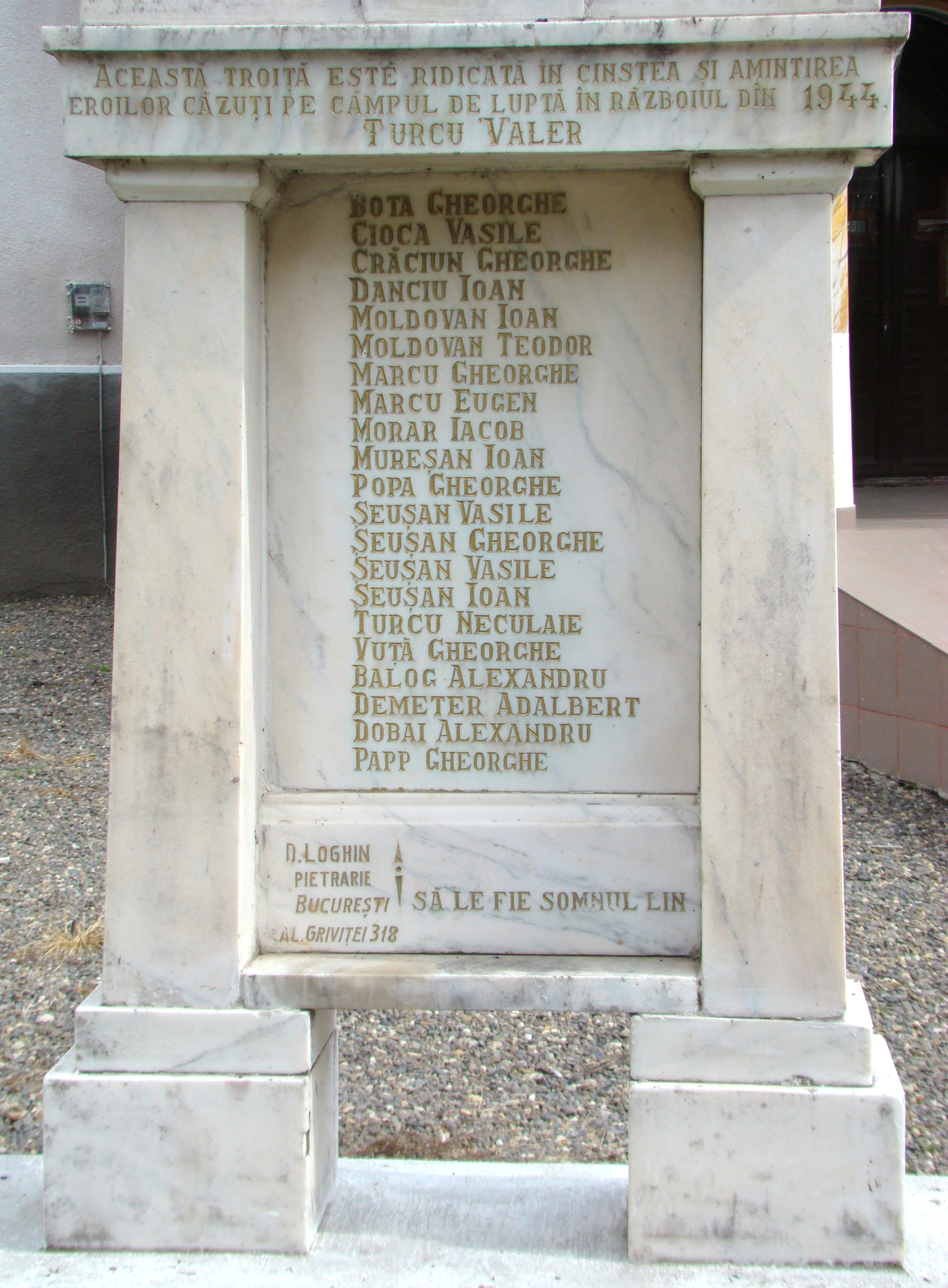
Monumentul Eroilor (detaliu)
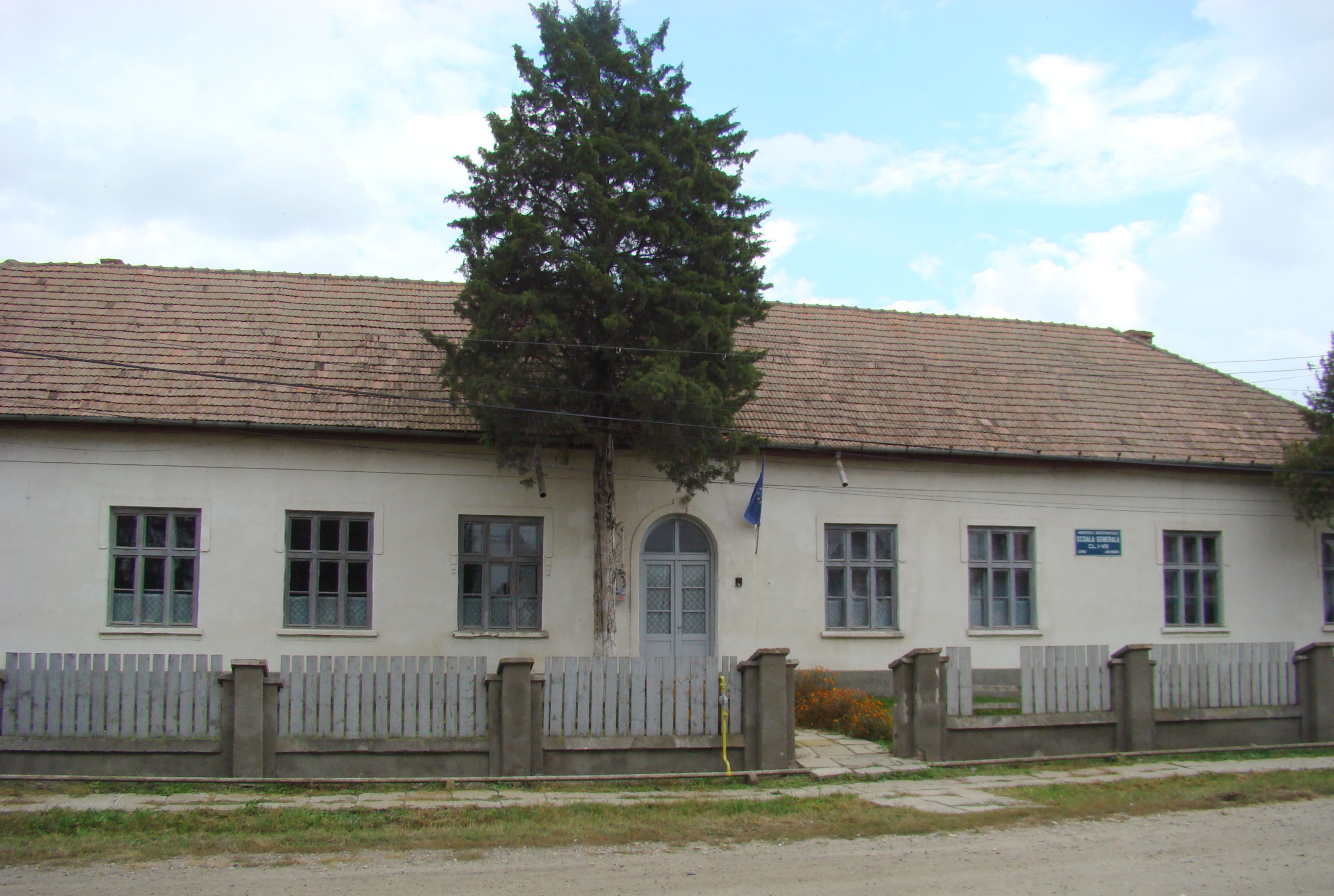
Școala
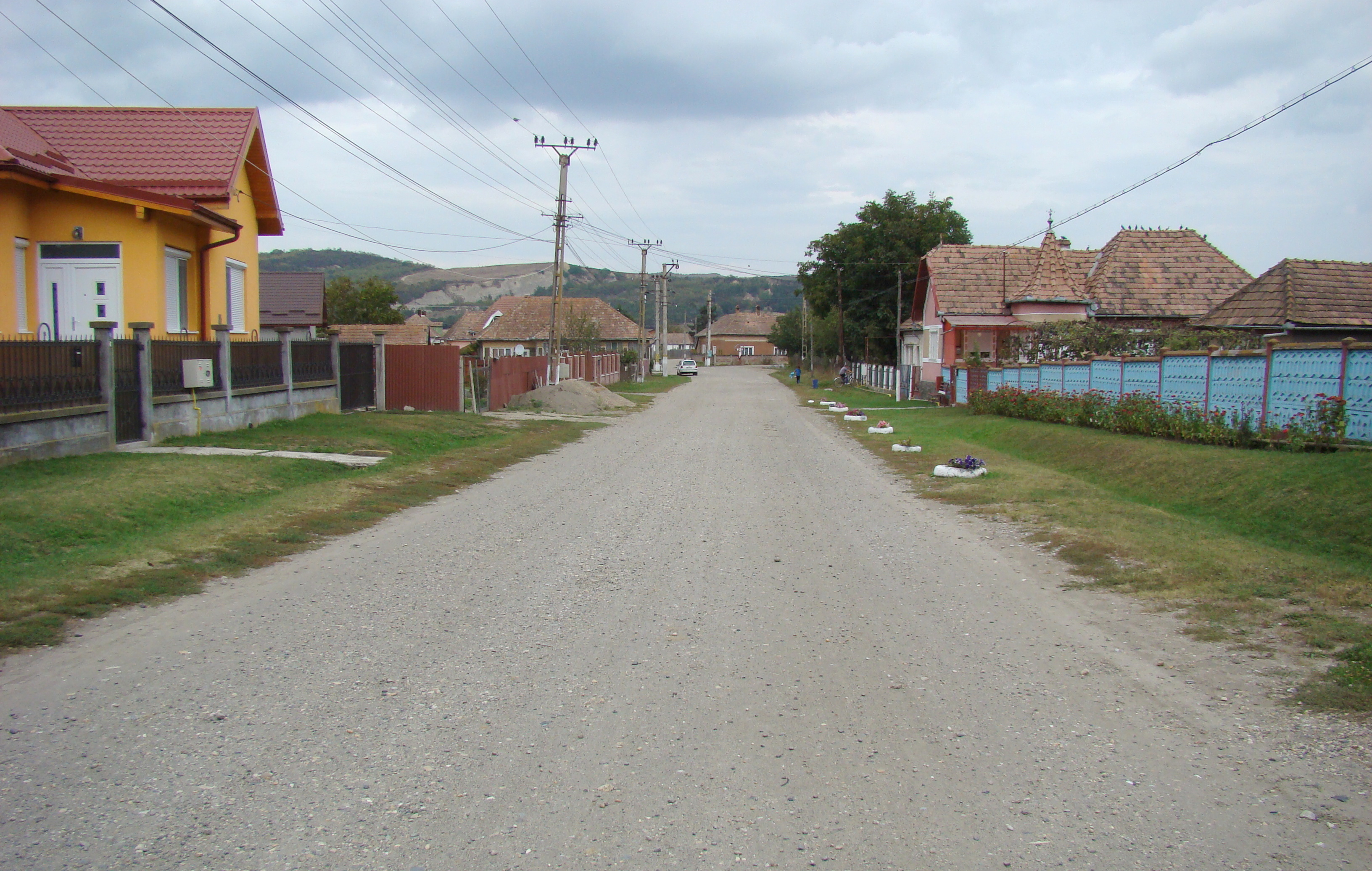